# 겨울봄
겨울봄(Winter Spring)은 이세계아이돌의 싱글 2집이다. 2022년 3월 11일에 발매되었다.

## 수록곡
| #  | 제목               | 작사   | 작곡         | 재생 시간 |
| -- | ------------------ | ------ | ------------ | --------- |
| 1. | 〈겨울봄〉         | 우왁굳 | 문킴, 서지은 | 4:03      |
| 2. | 〈겨울봄 (Inst.)〉 |        | 문킴, 서지은 | 4:03      |

## 흥행
'겨울봄'은 멜론 TOP100 36위, 벅스 1위, 써클 차트 다운로드 부문 1위 등 화려한 기록을 세웠고, MBC TV 음악 프로그램 《쇼! 음악중심》에서도 2주차 14위라는 성적을 거뒀다. 뮤직비디오는 유튜브 실시간 급상승 동영상 3위를 기록했다.